# نوستكيات
بزقانيات القمر أو النوستكيات (الاسم العلمي: Nostocales) هي رتبة من البكتيريا تتبع طائفة الزراقم من شعبة البكتيريا الزرقاء.

## فصائل
- النوستكية